# Ascolepis hemisphaerica
Ascolepis hemisphaerica är en halvgräsart som beskrevs av Albert Peter och Goethg. Ascolepis hemisphaerica ingår i släktet Ascolepis och familjen halvgräs. Inga underarter finns listade i Catalogue of Life.